# フクロウと呼ばれた男
フクロウと呼ばれた男（フクロウとよばれたおとこ、原題：House of the Owl）は、デビッド・シン (David Shin)製作総指揮による日本の政治ドラマ。日本の政財界を長年に渡って影で操る謎の権力者、黒幕/フィクサーとその家族を中心に、現代の日本の姿を描いたポリティカル・サスペンスである。主演は田中泯。2024年4月24日よりDisney+のスターブランドにて独占配信されている。

## キャスト

### 主要人物
- 大神龍太郎 - 田中泯[2]
- 大神龍 - 新田真剣佑[2]（幼少期：斉藤拓弥[3]）

### 大神家
- 大神一郎（長男） - 安藤政信[2]
- 影山弓子（長女） - 長谷川京子[2]
- 大神理沙子（次女） - 中田青渚[2]
- 大神杏子（妻） - 萬田久子[2]

### 大神龍太郎の周辺人物
- 真島憲一（龍太郎の部下） - 二階堂智[2]
- 長谷川スミコ（クラブのママ） - 木村多江[2]
- 運転手 - 竹内和彦[4]

### 大神龍の周辺人物
- サラ・ローレンス（API通信のジャーナリスト） - ハイディ・バーガー（ドイツ語版）[2]
- 日野アキラ（NPO法人「JCIAA」のスタッフ） - 忍成修吾[2]

### 大神一郎の周辺人物
- 大神沙帆（一郎の妻でイサムの娘） - 柳英里紗[2]
- 川端ナミ（一郎の愛人でクラブのホステス） - あこ[2]（幼少期：内山智葉[5]）

### 影山弓子の周辺人物
- 影山昌弘（弓子の夫で貿易会社の為替トレーダー） - 結城貴史[2]
- 影山リコ（弓子の娘） - 前澤莉愛[5]
- 影山シン（弓子の息子） - 笹本旭[6]
- 中村羽琉（弓子の元職場「MITSUBOSHI Corporation」上司） - 大西信満[2]

### 大神理沙子の周辺人物
- 瀬呂耕史（理沙子の恋人） - 淵上泰史[2]
- 村上ケン（理沙子の音楽プロデューサー） - 尚玄[2]
- 遠藤ワタル（理沙子のマネージャー） - 土屋キュウ[2]
- シーナ（落ち目のスターシンガー） - 片山萌美[2]

### 政界
- 竹内創（自由新進党幹事長） - 中村雅俊[2]
- 渡辺しおり（内閣総理大臣） - 原田美枝子[2]
- 丸山ひろし（厚生労働大臣政務官） - 益岡徹[2]
- 西條宗介（財務大臣） - 大友康平[2]
- イサム（大神沙帆の父で大物の政治家） - 長塚京三[2]

### 特定非営利活動法人「JCIAA」
- 清水マユ - 石川瑠華[7]
- 職員 - 重松直樹[8]、高梨将[9]、近藤雄介[10]、山本章博、ミネオショウ[11]、宮崎隼人[12]、井上喜介[11]、徳弘大和[13]

### その他
- タカ（高利貸しのリーダー） - 池田良[2]（幼少期：沼田陽人[5]）
- 田中泉（大進新聞の記者） - 大坊健太[2]
- 丸山政志（丸山ひろしの弟・会社社長） - 中野英雄[2]
- 太田カオリ（クラブのホステス） - 浦浜アリサ[2]
- マックス・ムラタ（アメリカ育ちの陰謀論者） - 野村祐人[2]
- 前田シゲオ（川端ナミの客） - 川瀬陽太[2]
- 鈴木（農家の男） - 吉澤健[2]
- 竹内久美子（竹内創の妻） - 久藤今日子[2]
- 竹内学（竹内創の息子） - 柳谷一成[14]（幼少期：徳山なお）

### ゲスト

#### 第1話
- ベン（竹内学の殺害犯） - AKIRA[15]
- タカの仲間 - 五島龍之介[16]（第5話・第10話）、植田響[17]（役名：後藤）（第5話・第9話・第10話）
- 男性AB（誕生パーティの客） - 木村康雄、斎藤陸[18]
- カメラマン（大神家家族写真） - 石田武久

#### 第2話
- アケミ（ベンの母親） - 山野海[19]
- アナウンサー - 仲谷亜希子[20]（第10話）
- ケンタロウ（タカの父親） - 浜田信也[21]（第10話）
- 父親（ラーメン屋で子供を虐待する客） - 鳥飼拓志
- 子供（ラーメン屋で虐待される子供） - 鳥越壮真[22]
- 店員（ラーメン屋） - 本山功康[23]
- 石橋（ジュエリーショップ店員） - 鎌倉梓[24]
- 係員（メリーゴーランド） - 飛葉大樹
- 丸井（音楽プロデューサー） - にしやま由きひろ[25]（第8話）

#### 第3話
- アイコ（花屋店員） - 成嶋瞳子（第4話・第8話）
- 編集長（API通信） - こんばやし元樹[26]（第6話）
- 刑事 - 安藤彰則[27]（第4話・第9話）
- 吉永（刑事） - 鳥谷宏之[28]（第4話・第9話）
- 中川ミキ（丸山政志のビデオの相手） - 葵うたの[29]（第5話 - 第7話）
- アシスタント（遠藤ワタルのアシスタント） - 中川朋香[30]（第7話・第8話）
- 店員（時計屋） - 中村敦
- ピアニスト（バー） - 渡邉響子[31]
- シーナのとりまき - ブライアン・シーセイ、ミカイル・アーメッド、ゼンK
- ダンスレッスンを受けているアイドル - 楠本コトリ、白雪ミハル、皐月ユナ、小宮山アサミ

#### 第4話
- ユキ（弓子の夫の元部下） - 河原あずさ[32]
- ニュースキャスター - 川井淳史[33]（第8話・第9話）
- 業者J（レストラン工事） - 松井ショウキ
- 店員（レストラン） - 橋垣美佑[30][注 1]

#### 第5話
- ヒデ（影山昌弘に仮想通貨投資を勧める男） - 山村憲之介[34]（第7話 - 第9話）
- 白井（投資家） - 成松修[35]
- キャスター[注 2]（ENNニュース） - 清田智彦[36]
- 上司（影山昌弘の上司） - 草薙仁[37]

#### 第6話
- 玉置ケイ（丸山政志の部下） - 大川ヒロキ（第8話）
- トモ - 二ノ宮隆太郎[38]（第7話・第10話）
- 鈴木の妻 - 福井裕子[39]
- 女将（新井旅館） - 金子早苗[25]

#### 第7話
- 医師（大神沙帆を担当） - 府川眞[40]

#### 第8話
- 佐藤（ミューズ・ミュージック副社長） - 織田浩之介

#### 第9話
- 中川（「MITSUBOSHI Corporation」投資戦略部・部長） - 北出寛[23]
- ホームレス - ジジ・ぶぅ
- 運転手（丸山ひろし担当） - 柴田常吉[41]
- 隣人（喧嘩を止めに入る） - 笠野龍男[42]

#### 第10話
- 監査官 - 鯨井智充[43]

## スタッフ
- エグゼクティブ・プロデューサー - デビッド・シン
- 脚本 - デビッド・シン
- 演出 - 森義隆[1]、石井裕也[1]、松本優作[1]
- プロデューサー - デビッド・シン
- アソシエイト・プロデューサー - 永井拓郎、中島裕作、松村すみれ、堀慎太郎、大崎真緒
- 音楽 - 渡邊崇
- 撮影監督 - 鍋島淳裕
- 美術 - 福島奈央花、下山奈緒
- 編集 - 笈川麦
- 制作 - アイコニックピクチャーズ
- 制作プロダクション - ICONIQUE PICTURES、RIKIプロジェクト
- 製作著作 - ウォルト・ディズニー・ジャパン

### 配信日程
| 配信回 | 配信日  | サブタイトル         | 配信時間 |
| ------ | ------- | -------------------- | -------- |
| 第1話  | 4月24日 | はじまり             | 51分     |
| 第2話  | 4月24日 | メリーゴーランド     | 42分     |
| 第3話  | 4月24日 | ネックレス           | 42分     |
| 第4話  | 4月24日 | I want to see a rise | 38分     |
| 第5話  | 4月24日 | 信頼できない正義     | 35分     |
| 第6話  | 5月01日 | 永遠の解決           | 41分     |
| 第7話  | 5月01日 | 日本の黒幕           | 39分     |
| 第8話  | 5月08日 | 長いドライブ         | 44分     |
| 第9話  | 5月08日 | フクロウのいる場所   | 50分     |
| 最終話 | 5月08日 | 復讐の始まり         | 46分     |